# Castello di Torrate
Il castello di Torrate è un castello che si trova nell'omonima frazione del comune di Chions, in provincia di Pordenone.

## Storia
Il castello trae probabilmente origine da un'antica fortificazione costruita attorno all'anno Mille, a seguito delle invasioni degli Ungari, lungo l'antica strada che collega San Vito al Tagliamento a Motta di Livenza.
Fu in possesso della famiglia Sbrojavacca, feudatari del patriarca di Aquileia, dal XII al XIV secolo. Nel 1251 fu assediato e conquistato dalle truppe di Alberigo da Romano, ma poco dopo venne riconquistato dalle truppe aquileiesi e riconsegnato ai feudatari.
Nel 1511 il castello di Torrate fu gravemente saccheggiato dalle truppe di Leonardo di Prodolone, ribelle alla Repubblica di Venezia.
Nel XIX secolo assunse le sembianze di un edificio residenziale a seguito di una radicale ristrutturazione, ad opera dell'architetto Francesco Maria Preti, e nel 1820 venne parzialmente demolito, preservando un'unica torre quadrata.
Si conserva anche la chiesa di San Giuliano, costruita nel 1332 e riedificata nel 1661, in passato inglobata nel castello e soggetta all'abbazia di Sesto. Nel 1818 passò sotto la giurisdizione della diocesi di Concordia-Pordenone. Il campanile merlato fu costruito nel 1934.